# Costole fluttuanti

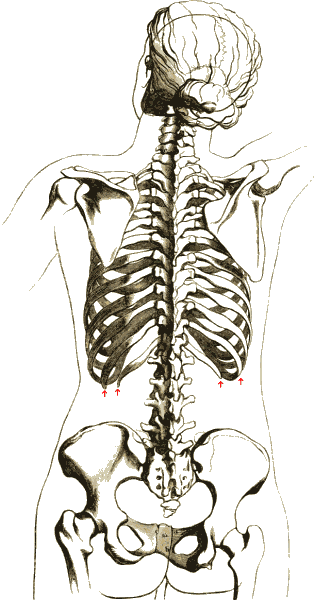
Le quattro coste fluttuanti (indicate con frecce rosse)

Le coste fluttuanti sono le ultime coste della gabbia toracica. Sono quattro coste atipiche (le due più in basso, cioè le paia XI-XII) nella gabbia toracica umana. Sono così definite perché sono collegate solamente alle vertebre e non allo sterno o a cartilagine comunque collegata allo sterno.
Alcune persone sono prive di una o di tutte e due le paia, altri, invece, hanno un terzo paio. Nella popolazione giapponese, per esempio, la decima costola è normalmente fluttuante. Tale condizione fisiologica è riscontrabile con un'incidenza sulla popolazione umana che varia fra il 35% e il 70% a seconda dell'etnia di appartenenza.
La loro posizione può essere alterata permanentemente da una pratica estetica di modifica del corpo che adotta il corsetto per comprimere e spostare verso l'alto le coste.

## Galleria d'immagini

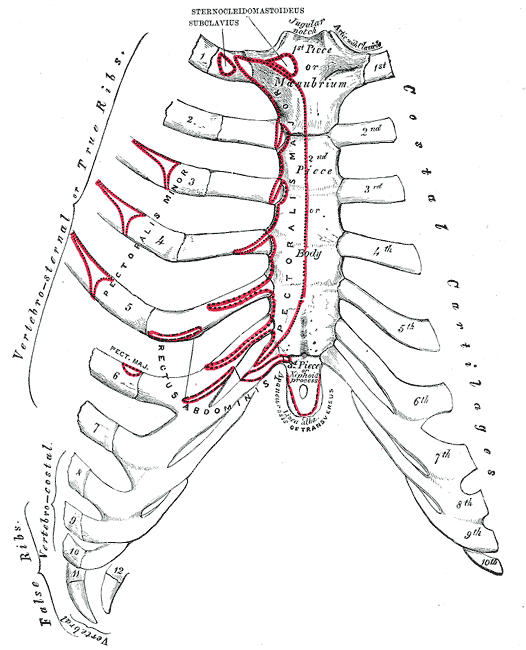
Vista frontale dello sterno e cartilagini.
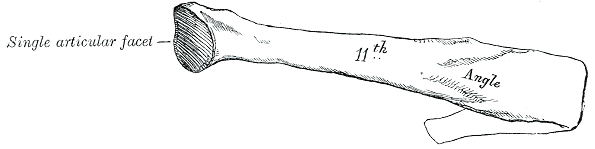
Undicesima costola.
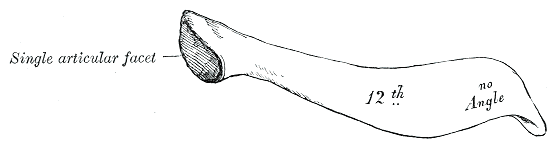
Dodicesima costola.